# Eriocaulon dictyophyllum
Eriocaulon dictyophyllum är en gräsväxtart som beskrevs av Friedrich August Körnicke. Eriocaulon dictyophyllum ingår i släktet Eriocaulon och familjen Eriocaulaceae. Inga underarter finns listade i Catalogue of Life.